# Supercopa da Estónia
A Supercopa da Estónia é uma competição de futebol disputada entre o campeão da Meistriliiga e o campeão da Copa da Estónia.

## Finais
| Ano  | Campeão        | Placar        | Vice           | Estádio Sede              | Cidade da Disputa | Info   |
| ---- | -------------- | ------------- | -------------- | ------------------------- | ----------------- | ------ |
| 1996 | Tallinna Sadam | 3–2           | Lantana        | Maarjamäe Stadium         | Tallinn           | [ 1 ]  |
| 1997 | Lantana        | 3–0           | Tallinna Sadam | Maarjamäe Stadium         | Tallinn           | [ 1 ]  |
| 1998 | Flora          | 3–2 (Pro)     | Tallinna Sadam | Kehtna Stadium            | Tallinn           | [ 1 ]  |
| 1999 | Levadia        | 4–1           | Flora          | Kadrioru Staadion         | Tallinn           | [ 1 ]  |
| 2000 | Levadia        | 2–1 (Pro)     | Tulevik        | Kuressaare linnastaadion  | Kuressaare        | [ 1 ]  |
| 2001 | Levadia        | 2–0           | Narva Trans    | Narva Kreenholm Stadium   | Narva             | [ 1 ]  |
| 2002 | Flora          | 1–1 (4–2 Pên) | Levadia        | Lilleküla Artificial Turf | Tallinn           | [ 1 ]  |
| 2003 | Flora          | 3–1 (Pro)     | TVMK Tallinn   | A. Le Coq Arena           | Tallinn           | [ 1 ]  |
| 2004 | Flora          | 2–1           | Levadia        | A. Le Coq Arena           | Tallinn           | [ 1 ]  |
| 2005 | TVMK Tallinn   | 1–0           | Levadia        | A. Le Coq Arena           | Tallinn           | [ 1 ]  |
| 2006 | TVMK Tallinn   | 1–1 (3–2 Pên) | Flora          | A. Le Coq Arena           | Tallinn           | [ 2 ]  |
| 2007 | Narva Trans    | 2–1           | Levadia        | A. Le Coq Arena           | Tallinn           | [ 3 ]  |
| 2008 | Narva Trans    | 4–1           | Levadia        | A. Le Coq Arena           | Tallinn           | [ 4 ]  |
| 2009 | Flora          | 2–1           | Levadia        | A. Le Coq Arena           | Tallinn           | [ 5 ]  |
| 2010 | Levadia        | 2–0           | Flora          | A. Le Coq Arena           | Tallinn           | [ 6 ]  |
| 2011 | Flora          | 0–0 (5–3 Pên) | Levadia        | A. Le Coq Arena           | Tallinn           | [ 7 ]  |
| 2012 | Flora          | 4–0           | Narva Trans    | A. Le Coq Arena           | Tallinn           | [ 8 ]  |
| 2013 | Levadia        | 3–0           | Nõmme Kalju    | A. Le Coq Arena           | Tallinn           | [ 9 ]  |
| 2014 | Flora          | 1–0           | Levadia        | A. Le Coq Arena           | Tallinn           | [ 10 ] |
| 2015 | Levadia        | 5–0           | Santos         | A. Le Coq Arena           | Tallinn           | [ 11 ] |
| 2016 | Flora          | 3–0           | Nõmme Kalju    | A. Le Coq Arena           | Tallinn           | [ 12 ] |
| 2017 | Tallinn        | 5–0           | Flora          | A. Le Coq Arena           | Tallinn           | [ 13 ] |
| 2018 | Levadia        | 2–2 (4–3 Pên) | Flora          | EJL Jalgpallihall         | Tallinn           | [ 14 ] |
| 2019 | Nõmme Kalju    | 3–2           | Levadia        | A. Le Coq Arena           | Tallinn           | [ 15 ] |
| 2020 | Flora          | 2–0           | Narva Trans    | Narva Kalev-Fama Staadion | Narva             | [ 16 ] |

## Títulos Por Equipe
| Equipe         | Títulos | Temporadas             |
| -------------- | ------- | ---------------------- |
| FC Flora       | 4       | 1998, 2002, 2003, 2004 |
| FC Levadia     | 3       | 1999, 2000, 2001       |
| Narva Trans    | 2       | 2007, 2008             |
| FC TVMK        | 1       | 2006                   |
| FC Lantana     | 1       | 1997-98                |
| Tallinna Sadam | 1       | 1996-97                |